# Edad legal para beber en Estados Unidos
La edad legal para beber varía de un país a otro. En Estados Unidos, la edad legal para consumir alcohol actualmente es de 21 años.  Para frenar el consumo excesivo de alcohol entre los más jóvenes, en lugar de aumentar la edad legal para consumir alcohol, otros países han aumentado los precios de las bebidas alcohólicas y han alentado al público en general a beber menos. La fijación de una edad legal para consumir alcohol de 21 años tiene como objetivo desalentar el consumo imprudente de alcohol entre los jóvenes, limitando el consumo a aquellos que son más maduros, de quienes se puede esperar tomar decisiones razonables y sabias a la hora de beber.

## Historia detrás del consumo de alcohol
Las bebidas alcohólicas fermentadas contienen etanol (C 2 H 5 OH), un compuesto químico consumible perteneciente a la clase de alcoholes y que a menudo se denomina simplemente "alcohol". Estas bebidas son legales en la mayoría de los países.
Los Estados Unidos, junto a un puñado de países, mantienen la edad mínima legal para consumir alcohol más alta del mundo siendo esta de 21 años (conocida como la edad mínima legal para consumir alcohol de 21 años o MLDA-21).  En 1984, el Congreso de los Estados Unidos aprobó la Ley Nacional de Edad Mínima para Beber Alcohol (NMDAA), que penalizaba a cualquier estado que permitiera a personas menores de 21 años comprar bebidas alcohólicas reduciendo la asignación federal anual para las carreteras de ese estado. En 1985, Dakota del Sur impugnó la NMDAA, pero en 1987 la Corte Suprema dictaminó que la Ley era constitucional para la compra de bebidas alcohólicas. El Tribunal indicó que los estados todavía tienen el derecho de fijar sus propias edades para consumir alcohol; si se toma esta medida, el gobierno federal puede imponer una multa del 10% sobre los fondos para carreteras a los estados que opten por fijar su edad para consumir alcohol por debajo de los 21 años. Menos de un año después del fallo de la Corte Suprema, los 50 estados de los Estados Unidos establecieron oficialmente los 21 años como la edad mínima legal para consumir alcohol .  Los accidentes automovilísticos disminuyeron después de que se aumentó la edad legal para beber,  pero la MLDA-21 no es la única variable que puede identificarse como una razón para la disminución de la tasa de accidentes. El cambio demográfico, el aumento de la aplicación de la ley, el mayor uso del cinturón de seguridad, los coches más seguros, el mayor control parental y el énfasis en el "conductor designado" son también factores que probablemente hayan influido en la reducción de la tasa de accidentes automovilísticos en los EE. UU.

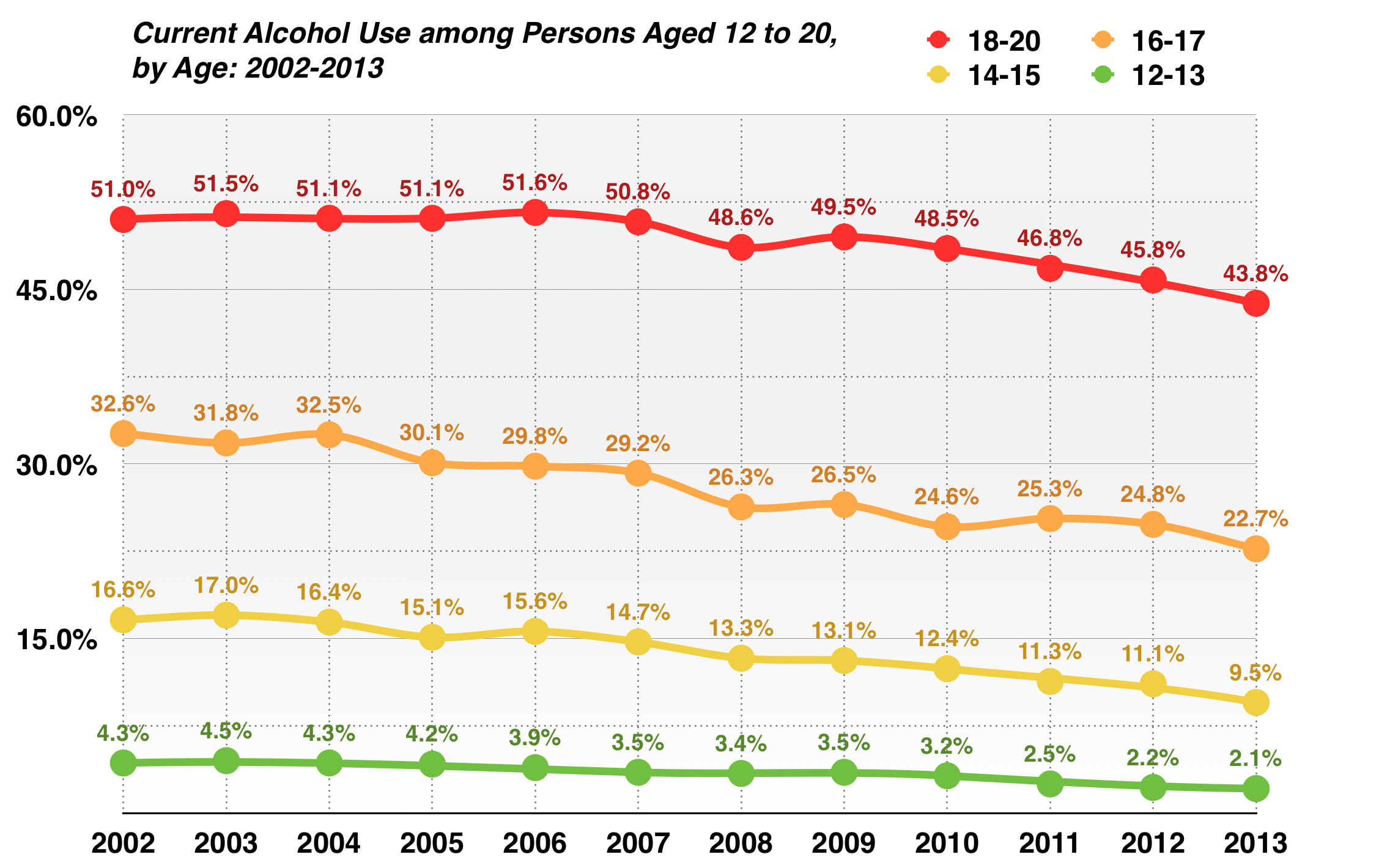
Consumo actual de alcohol entre personas de 12 a 20 años en los Estados Unidos.
Fuente: SAMHSA

El alcohol es la droga más comúnmente consumida y abusada entre los jóvenes en los Estados Unidos, más que el tabaco y las drogas ilícitas. Aunque la compra de alcohol por personas menores de 21 años es ilegal, las personas de entre 12 y 20 años consumen el 11% de todo el alcohol consumido en los EE. UU. Entre los 14 millones de adultos de 21 años o más que fueron clasificados como dependientes o abusadores de alcohol en el último año, más de 13 millones comenzaron a consumir alcohol antes de los 21 años. Desde 1984, cuando la Ley Nacional de Edad Mínima para Beber Alcohol estableció 21 años como la edad mínima legal para beber en todos los estados del país, ha habido un aumento estable en la prevalencia del consumo de alcohol, el consumo excesivo y el consumo frecuente entre bebedores menores de edad a medida que aumenta la edad. Entre todas las edades, las tasas más altas de abuso de alcohol ocurren entre personas de 19 años debido a la ilegalidad de su comportamiento, y el pico de dependencia del alcohol ocurre a los 22 años.
En 2013, más de dos tercios de los estudiantes estadounidenses ya habían consumido alcohol para el momento en que terminaron la secundaria, y más de la mitad de los estudiantes de 12.º grado se habían emborrachado al menos una vez en su vida.

## Efectos socioeconómicos
La economía estadounidense pierde cientos de miles de millones de dólares por pérdida de productividad y de ingresos, siendo las enfermedades relacionadas con el alcohol un factor principal. El problema social más peligroso relacionado con el consumo de alcohol por parte de menores de edad es conducir bajo los efectos del alcohol, debido a su contribución a las muertes y lesiones entre los adolescentes. Un tercio de todos los accidentes automovilísticos entre adolescentes tienen que ver con el consumo de alcohol. Algunos estados tienen impuestos más bajos sobre el alcohol e incluso han hecho que el alocohol este disponible a la venta libre de impuestos en tiendas estatales para competir con Maine, Vermont y Massachusetts. El consumo de alcohol entre adolescentes en la escuela secundaria ha disminuido un 23% desde 1983, cuando se promulgó la edad mínima legal para consumir alcohol, y el consumo excesivo de alcohol ha disminuido un 17%.  El alcohol puede causar problemas a lo largo de la vida, no sólo los adultos jóvenes se ven afectados, personas de hasta sesenta años luchan con el alcoholismo. El movimiento de adultos jóvenes de la escuela secundaria a la universidad muestra que el 44% de los estudiantes universitarios eran bebedores compulsivos y que el consumo excesivo de alcohol alcanzó su punto máximo a los 21 años. Aproximadamente tres cuartos de los estudiantes universitarios de entre 18 y 20 años bebieron alcohol en 2009. En los Estados Unidos, la juventud está siendo objetivizada por las redes sociales para aumentar las ventas, resaltando el consumo de alcohol de manera positiva. La edad legal para consumir alcohol se fijó en 21 años porque los estudios mostraron que la principal causa de muerte entre personas de 1 a 34 años con un tercio era por el consumo de alcohol.

## Efectos psicológicos
El hígado es el órgano más afectado por el alcohol. Aunque el cerebro también se ve afectado y puede sufrir daños, llevando a cambios en el comportamiento y angustia emocional en el bebedor. Tres efectos notables del daño cerebral causado por el alcohol son la pérdida de memoria, la confusión y la alucinación. Se considera adulto legalmente toda persona mayor de 18 años, tiene derecho a voto, capacidad contractual y responsabilidad financiera. A los 15 años, los adolescentes son tan capaces como los adultos de evaluar lógicamente la probabilidad de riesgo debido al desarrollo de la autorregulación emocional y conductual que han desarrollado a esta edad. Los estudios sobre la sensibilidad de los adolescentes al alcohol mostraron que hubo pocos cambios importantes en el comportamiento de los niños (10 a 15 años) después de que se les administrara una dosis de alcohol que causaría intoxicación en adultos. Una buena comunicación parental y un alto nivel de cariño por parte de estos pueden conducir a menores niveles de abuso de alcohol entre los adolescentes.

## Efectos fisiológicos
El abuso del alcohol puede provocar muchos problemas, entre ellos, mayores probabilidades de desarrollar ciertas enfermedades cardiovasculares, un efecto depresor que resulta en una disminución de la atención y una velocidad de reacción lenta, pérdida de control de las acciones, cambios de humor, adicción, deterioro cerebral y problemas en el embarazo. El alcohol aumenta el flujo de insulina, lo que acelera el metabolismo de la glucosa y produce un bajo nivel de azúcar en sangre. Esto podría ser fatal para los diabéticos. Las concentraciones máximas de alcohol en sangre se alcanzan en un tiempo promedio de 0,75 a 1,35 horas dependiendo de la dosis y cuando se consumió la última comida. Varios factores afectan la tasa de intoxicación de una persona, incluidos factores de tasa de absorción como la ingesta de alimentos y la concentración de la bebida, factores de distribución, como la grasa corporal, el tipo y el peso, y factores de eliminación como la tasa de consumo, la tolerancia y las diferencias de género.

## Puntos de vista
Existen múltiples puntos de vista sobre la edad para beber y cómo debe abordarse. La mayoría de la gente sostiene una de tres opiniones: si debería mantenerse en 21, reducirse a 18 o aumentarse a 25. Algunas personas, como el profesor de sociología David Hanson, sugieren reducirlo. El consumo de alcohol entre menores de edad ya es común, pero la portavoz de la NHTSA, Evelyn Avant, cree que reducir la edad legal para consumir alcohol conduciría a un consumo aún mayor entre los jóvenes. Mucha gente dice que no les importaría la alta edad mínima para beber siempre y cuando la edad de reclutamiento también fuera de 21 años. También hay quienes creen que la edad debería permanecer igual para los licores fuertes, mientras que debería reducirse para el vino y la cerveza.